# Sainte-Colombe (Charente-Maritime)
Sainte-Colombe is een gemeente in het Franse departement Charente-Maritime (regio Nouvelle-Aquitaine) en telt 117 inwoners (2009). De plaats maakt deel uit van het arrondissement Jonzac.

## Geografie
De oppervlakte van Sainte-Colombe bedraagt 4,4 km², de bevolkingsdichtheid is dus 26,6 inwoners per km².
De onderstaande kaart toont de ligging van Sainte-Colombe (Charente-Maritime) met de belangrijkste infrastructuur en aangrenzende gemeenten.

## Demografie
Onderstaande figuur toont het verloop van het inwonertal (bron: INSEE-tellingen).

1. ↑  Populations de référence 2022.